# 라이언 (2004년 영화)
라이언(Ryan)은 캐나다에서 제작된 크리스 랜드레스 감독의 2004년 애니메이션 영화이다. 데이빗 바스 등이 제작에 참여하였다.
2004년 아카데미상 시상식에서 아카데미 단편 애니메이션상을 수상했다. 부산영화제 소개 제목은 라이안이다.